# Anthony Leo
Anthony Leo é um cineasta canadense. Foi indicado ao Oscar de melhor filme de animação na edição de 2018 pelo trabalho na obra The Breadwinner.

## Filmografia
- 2017: The Breadwinner
- 2017: Todd and the Book of Pure Evil: The End of the End
- 2017: Terrific Women
- 2017: Bruno & Boots: The Wizzle War
- 2017: Bruno & Boots: This Can't Be Happening at Macdonald Hall
- 2016: Bruno & Boots: Go Jump in the Pool
- 2016: Raising Expectations
- 2015: Heroes Reborn: Dark Matters
- 2013: Justin Bieber's Believe
- 2013: Love Me
- 2012: Hiding
- 2012: Cybergeddon Zips
- 2012: Cybergeddon
- 2011: What's Up Warthogs!
- 2010: Todd and the Book of Pure Evil
- 2008: Roxy Hunter and the Horrific Halloween
- 2008: Roxy Hunter and the Secret of the Shaman
- 2008: Roxy Hunter and the Myth of the Mermaid
- 2007: Roxy Hunter and the Mystery of the Moody Ghost
- 2003: Todd and the Book of Pure Evil'
- 2003: Squeezebox